# Acapickels
Die Acapickels waren eine 1989 gegründete und 2008 aufgelöste schweizerische Frauen-Musikkabarett-Gruppe aus Zürich.

## Geschichte
Fritz Bisenz gründete 1989 die Gruppe «Covergirls» zusammen mit den Schauspielerinnen Denise Geiser und Bettina Dieterle. 1990 stieß Regula Esposito dazu und das Quartett nannte sich «Acapulcos». 1991 malten sich die «Acapulcos» für einen Auftritt Pickel ins Gesicht und nannten sich fortan «Acapickels». Während einer Auslandabwesenheit von Denise Geiser vertrat sie Pascale Wiedemann. Co Gründler war vier Jahre lang Teil der Gruppe. Seit 1995 war die Besetzung konstant mit Fritz Bisenz, Jasmin Clamor-Liechti, Regula Esposito und Denise Geiser.
Die Gruppe begann mit Auftritten in der Schweizer Alternativszene. In kürzester Zeit wurden sie vom Geheimtipp zum erfolgreichen Tourneeensemble.
Typisch für die «Acapickels» waren ihre Bühnenfiguren aus biederen Damen mit grellen Kostümen, altmodischen Handtaschen und Stützstrümpfen. Sie gaben sich die vermeintlich charakteristisch-schweizerischen Namen Barbara Hutzenlaub (Fritz Bisenz), Lotti Stäubli, Helga Schneider (Regula Esposito), Hildegard Zipfeli (Cony Gründler) und Juliette Blamage (Denise Geiser).
Ihre Abschiedstournee «Acapickels go to Las Vegas» endete am 30. April 2008 in Zürich. Für das letzte Programm wurde eine Legende erfunden, der zufolge die «älteste Heart-chor-band» nun kurz vor dem Durchbruch im fremdsprachigen Ausland stehe und zukünftig nur noch in den USA auftreten werde. Tatsächlich wollten die Künstlerinnen zukünftige Soloprojekte nicht ausschliessen. Mit ihrem letzten Bühnenauftritt und nach über 1400 Auftritten in 18 Jahren lösten sich die Acapickels als Gruppe auf.

## Veröffentlichungen

### Programme
- 1989, Die grosse Schlagernacht, als «Covergirls»
- 1990, Radio Delight, als «Covergirls»
- 1993, Eine liederliche Bescherung
- 1994, Kann denn Singen Sünde sein?, ca. 320 Vorstellungen
- 1996, Mit Hirn, Harn und Melodien, ca. 300 Vorstellungen
- 1999, Die Homestory, ca. 270 Vorstellungen
- 2002, acapickels – die einzig wahre Girl-Group feiert ihr Jubiläum, ca. 100 Vorstellungen
- 2006, acapickles go to Las Vegas[1] , 240 Vorstellungen
- 2007, acapickles go to Las Vegas, weitere Vorstellungen
- 2008, Acapickels and orchestra go to Las Vegas[2] , Schlussvorstellung am 30. April 2008 im Theater 11 Zürich[3]

### CD, DVD
- 1998, Mit Hirn, Harn und Melodien, CD
- 2008, Acapickels go to Las Vegas, DVD, EAN 7613059303591

### Bücher
- Acapickels drücken sich aus! dtv, 2000, ISBN 978-3-423-20289-3.

## Preise und Auszeichnungen
- 1994, Salzburger Stier
- 1996, Prix Pantheon